# Coma (groupe)
Pour les articles homonymes, voir Coma (homonymie).
Coma, est un groupe de rock polonais, originaire de Łódź.

## Biographie

### Débuts
Pendant leurs premières répétitions, ils se nomment les Voo Doo Art, mais ne garderont pas ce nom. Le groupe démarre avec Dominik Witczak à la guitare et Tomasz Stasiak à la batterie. Ils jouent avec un autre groupe, l'énigmatique Ozoz. Ozoz s'étant séparé, Witczak et Stasiak essaye de former un groupe dans la veine d'Illusion, de Pearl Jam, ou de Led Zeppelin. Ils auditionnent ensuite pour un bassiste mais sans succès. Ils attendent un moment avant de trouver finalement Rafał Matuszak, qui vivait, par coïncidence, à 300 mètres de Witczak. Ils répètent ensemble pendant les semaines qui suivent toujours sous le nom de Voo Doo Art. Le groupe est reooint par Wojciech Grenda, ex-membre d'Ozoz.
Leur premier enregistrement est un single, intitulé Skaczemy/Pasażer. À la fin 2003, ils signent un contrat avec BMG Poland qui leur permet de publier leur premier album, intitulé Pierwsze wyjście z mroku. Les sessions durent entre novembre 2003 et janvier 2004 à Łódź et Gdańsk. Une infection à la gorge tient Piotr éloigné des sessions vocales jusqu'en décembre. Avant la sortie de l'album, le 17 mars 2004, le groupe gagne en popularité, soutenue par Kazik, T.Love, Sweet Noise et Acid Drinkers. Pierwsze wyjście z mroku atteint la 7e place des classements polonais  remportera la statuette Fryderyk dans la catégorie d'album de l'année - rock.
En 2005, le groupe enregistre de nouveaux morceaux pendant leur tournée, qu'ils jouent en live. Le 29 mai 2006, Coma publie son deuxième album Zaprzepaszczone siły wielkiej armii świętych znaków, classé premier des charts polonais. L'album est bien apprécié par la presse spécialisée et remporte l'album de l'année à l'Antyradio. Ils jouent à la 13e édition du Przystanek Woodstock, et remportent la statuette Złoty Bączek, et est certifié disque de platine par le Związek Producentów Audio-Video. Ils jouent en concert avec Linkin Park et Pearl Jam à Chorzów, puis joue le 12 août 2007 avec Tool et Dir En Grey au festival Metal Hammer,.

### Nouveaux albums
Plus tard, après quelques années de concerts, ils partent se réfugier au Muzyczna Owczarnia à Jaworki. Ils passent des moments avec leurs familles à Pieniny, puis travaillent sur un troisième album. Ils reviennent à Łódź puis continuent les répétitions. Au printemps 2008, Adam Marszałkowski rejoint Tomasz Stasiak à la batterie et participe activement aux nouveaux morceaux. Entre avril et septembre 2008, tous les morceaux sont composés et ils sortent l'album Hipertrofia le 10 novembre 2008. L'album est classé premier des charts polonais, et certifié disque de platine.
Le 17 octobre 2011 sort leur cinquième album studio, Excess, familièrement appelé l'« album rouge ». À l'automne 2012, Coma fait une tournée spéciale célébrant leur 15e anniversaire. Cette tournée comprend 27 concerts dans 25 villesn et s'appelle Ulubiony numerek. Le 8 février 2013, la version anglaise de l'« album rouge » est publiée en Pologne au label Mystic, et à l'international au label allemand EarMusic. En 2017 ils sortent leur nouvel album, Metal Ballads vol. 1.

## Membres

### Membres actuels
- Piotr Rogucki - chant (depuis 1998)
- Dominik Witczak - guitare (depuis 1998)
- Rafał Matuszak - basse (depuis 1998)
- Adam Marszałkowski - batterie (depuis 2008)
- Marcin Kobza - guitare (depuis 2001)
- Paweł Cieślak - synthétiseur, électroniques (depuis 2017)

### Anciens membres
- Wojciech Gręda - guitare (1998–2001)
- Tomasz Stasiak - batterie (1998–2008)

## Discographie

### Albums studio
- 2004 : Pierwsze wyjście z mroku
- 2006 : Zaprzepaszczone siły wielkiej armii świętych znaków
- 2008 : Hipertrofia
- 2010 : Excess
- 2013 : Don't Set Your Dogs on Me
- 2016 : 2005 YU55
- 2017 : Metal Ballads vol. 1
- 2019 : Sen o 7 szklankach

### Albums live
- 2010 : Live
- 2010 : Symfonicznie
- 2015 : Przystanek Woodstock 2014

### Démos
- 2003 : Démo

### Singles
- 2000 : Skaczemy / Pasażer
- 2004 : Leszek Żukowski
- 2004 : Spadam
- 2004 : Daleka droga do domu
- 2006 : System
- 2006 : Tonacja
- 2008 : Zero osiem wojna
- 2009 : Wola istnienia
- 2009 : Transfuzja
- 2011 : bez tytułu
- 2016 : YU55
- 2017 : Metal Ballads vol. 1